# Eirik Haugan
Eirik Haugan, född 27 augusti 1997 i Molde, är en norsk fotbollsspelare som spelar för Molde.

## Karriär
I februari 2022 värvades Haugan av Molde, där han skrev på ett ettårskontrakt. I september 2022 förlängde Haugan sitt kontrakt med Molde med ytterligare tre år.